# Andrew Jackson
Andrew Jackson (Lancaster County, South Carolina, 15 maart 1767 – Nashville, Tennessee, 8 juni 1845) was de 7e president van de Verenigde Staten van 1829 tot 1837. Jackson was een van de oprichters van de Democratische Partij en was de eerste Democratische president. Jackson stond bekend als Old Hickory (letterlijk: oude notenboom, maar in de Verenigde Staten een uitdrukking die gebruikt wordt om sterke, taaie mensen mee aan te geven).

## Vroege leven
Andrew Jackson werd geboren op 15 maart 1767. Zijn ouders, Andrew en Elizabeth Hutchinson Jackson, waren Schots-Ierse kolonisten die twee jaar eerder waren geëmigreerd vanuit het huidige Noord-Ierland. Na hun aankomst in Brits-Amerika reisden zij over land via de Appalachen naar een Schots-Ierse gemeenschap in de Waxhaws, een gebied op de grens tussen de tegenwoordige staten North Carolina en South Carolina. Ze brachten hun twee kinderen mee: Hugh (geboren in 1763) en Robert (geboren in 1764). In februari 1767, drie weken voordat hun derde zoon Andrew zou worden geboren, kwam vader Jackson op 29-jarige leeftijd om het leven bij een ongeluk tijdens zijn werk als landbouwer. Elizabeth trok hierop met haar kinderen in bij familie.
De exacte geboorteplaats van Andrew Jackson is onduidelijk. In 1824 schreef hij in een brief dat hij geboren werd op de plantage van zijn oom James Crawford in South Carolina, maar deze verklaring kan mogelijk politieke motieven hebben gehad. In de jaren vijftig van de negentiende eeuw ontstonden indicaties dat Jackson ook geboren kon zijn in het huis van een andere oom, in North Carolina.
Vanaf 1780, gedurende de Amerikaanse Onafhankelijkheidsoorlog, was de 13-jarige Jackson (net als zijn twee oudere broers) in dienst als koerier. Nog datzelfde jaar werden hij en zijn oudere broer Robert door de Engelsen gevangengenomen. Tijdens zijn gevangenschap weigerde de jonge Andrew een keer om de schoenen van een Engelse officier te poetsen. Deze officier haalde naar hem uit met zijn sabel, waardoor hij littekens aan zijn hoofd en zijn linkerhand opliep. Ook liepen zowel hij als zijn broer Robert tijdens hun gevangenschap pokken op. Jackson overleefde de ziekte, maar zijn oudere broer overleed enkele dagen na hun vrijlating. Deze ervaringen met de Engelsen, en eveneens het feit dat de oorlog aan heel zijn directe familie het leven kostte, zorgden ervoor dat Jackson een enorme afkeer van Engelsen kreeg. Hij was de laatste president van de Verenigde Staten die had meegevochten tegen de Engelsen, en de tweede president die in krijgsgevangenschap is geweest (George Washington werd tijdens de Zevenjarige Oorlog vastgehouden door de Fransen).

## Oorlog van 1812
In de oorlog van 1812 vocht Jackson vooral tegen lokale Native Americans uit het westen van Florida, waaronder de Creek. Deze stammen verzetten zich tegen de Amerikaanse drang westwaarts en de onderwerping aan de Verenigde Staten. Jackson wist hen echter te verslaan en via het Verdrag van Fort Jackson werd de Creek-Indianen een gebied van ongeveer 90.000 km² ontnomen.
Verder was Jackson ook de Amerikaanse bevelhebber in de slag bij New Orleans (8 januari 1815). Hier wist hij de Britten een verpletterende nederlaag toe te brengen, maar de slag werd uitgevochten toen men in Gent al tot een akkoord was gekomen tussen de Britse en Amerikaanse regering. Door de trage communicatie werd dit te laat doorgegeven aan de troepen nabij New Orleans, waardoor de legers elkaar toch bevochten. Door het verslaan van de Britten ontstond er een landelijke erkenning voor Jackson. Opeens was hij een van de bekendste personages van het land en gold hij als een oorlogsheld. Een status die hem later, tijdens zijn poging om president te worden, ten goede kwam.

## Eerste Seminolenoorlog en annexatie van Florida
In 1818 kreeg hij het bevel in de oorlog tegen de Seminole in Florida, vanwege zijn eerdere ervaring in het vechten tegen Native Americans. Hij won de strijd tegen de Seminole én de Spanjaarden (aan wie Florida toebehoorde) en bezette het gebied. Zijn bruuske inval in Florida werd nog controversiëler toen hij twee gevangen Britse geheime agenten executeerde, wat tot een diplomatieke rel zorgde. In 1819 stond Spanje Florida echter officieel af aan de VS. Het werd een territorium binnen de Verenigde Staten in 1821 na ratificatie door het Amerikaans Congres. Andrew Jackson werd de eerste gouverneur.

## Politieke carrière

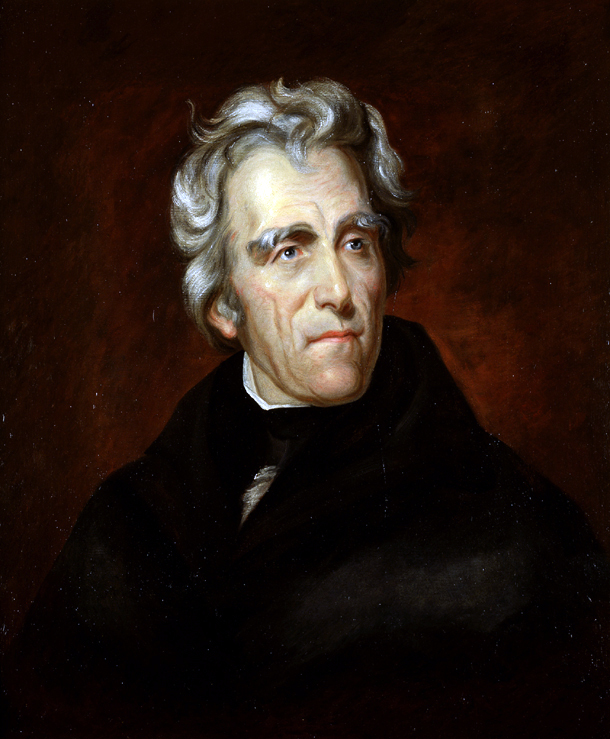
Andrew Jackson op een schilderij van Thomas Sully uit 1824

Jackson werd in 1796 lid van het Congres van Tennessee, en voor die staat senator in 1797. Tussen 1798 en 1804 was hij lid van het Hooggerechtshof van Tennessee. Hij werd militair gouverneur van Florida (1821) en was opnieuw senator voor Tennessee van 1823 tot 1825.
Bij de presidentsverkiezingen van 1824 was Jackson een van de vier kandidaten namens de Democratisch-Republikeinse Partij. De anderen waren John Quincy Adams, William Crawford en Henry Clay. Geen van hen behaalde een meerderheid; Jackson had met 99 kiesmannen nog het meeste succes, maar het Huis van Afgevaardigden verkoos uiteindelijk Adams als president. Jackson was hier zeer verbitterd over en bleef zich in de periode hierna actief inzetten tegen Adams. Hij trok zich terug uit de Democratisch-Republikeinse Partij en richtte uiteindelijk met Martin van Buren en anderen in 1828 de Democratische Partij op.
Vier jaar later, bij de presidentsverkiezingen van 1828, werd Jackson alsnog tot president verkozen. Hij versloeg Adams ditmaal met een grote marge en werd op 4 maart 1829 ingezworen als de zevende president van de Verenigde Staten. In 1832 werd hij herkozen voor een tweede termijn. Na een presidentschap van acht jaar werd Jackson op 4 maart 1837 opgevolgd door zijn vicepresident Martin Van Buren.
Veel van zijn aanhangers vergeleken Jackson met George Washington, de eerste president van de Verenigde Staten. Veel mensen voelden bij beide mannen hetzelfde sentiment, allebei hadden ze gestreden tegen de Britten en gewonnen.

### Indian Removal Act en controverse
Jackson was als president verantwoordelijk voor de Indian Removal Act uit 1830, een wet die alle Native Americans in het oosten moest verplaatsen naar het gebied ten westen van de Mississippi. Dit was een belangrijke factor in de onderwerping van Native Americans, hun opname in de Amerikaanse kapitalistische economie en daarmee de vernietiging van hun traditionele jachtcultuur. De meeste Native Americans vestigden zich in het huidige Oklahoma. Ongeveer tienduizend van hen stierven gedurende deze reis, waardoor deze bekend is komen te staan als The trail of tears.
Andrew Jackson is altijd een omstreden figuur geweest door zijn harde aanpak, maar vooral zijn behandeling van de oorspronkelijke bewoners van de VS zorgde ervoor dat hij vandaag de dag wordt beschouwd als een van de meest controversiële presidenten uit de geschiedenis van de VS. Destijds lagen de politieke verhoudingen anders en stond de ruime meerderheid van het volk achter Jackson. Jackson kan dus niet als enige verantwoordelijk worden gehouden voor de begane gruwelijkheden; hij vertegenwoordigde immers het land.

### Jacksoniaanse democratie
Desondanks was Jackson in zijn tijd heel populair vanwege zijn ideologie, en ook tegenwoordig zijn er nog aanhangers van te vinden. Deze zogeheten Jacksoniaanse democratie, die zijn roots vindt in het rurale Amerika van de vroege 19e eeuw, heeft een aantal voorgeschreven punten:
- Universeel stemrecht voor alle blanke mannen.
- Manifest Destiny.
- Patronage: het Spoils System werd geïntroduceerd waarbij aanhangers en aanverwanten politieke functies kregen in de nieuwe regering. Dit staat tegenover het meritocratisch systeem waarbij men rekening houdt met competentie in plaats van aanhanging of verwantschap.
- Inperken van de macht van de federale overheid over de afzonderlijke staten. Na verloop van tijd zal Jackson echter zo veel mogelijk presidentiële macht bijeengaren.
- Strikte interpretatie van de Grondwet van de Verenigde Staten.
- Oppositie tegenover de banken: Jackson was een fel tegenstander van de bankensector en de monopolies die sommige banken verwierven, vooral de Nationale Bank (Second Bank of the United States).

### Aanslag
In 1835 woonde Jackson de begrafenis van een Congreslid bij. Na afloop trok de werkloze Richard Lawrence, die ontevreden was over zijn situatie, een pistool. Dit wapen weigerde en ook toen de aanvaller een tweede pistool trok weigerde het wapen te vuren. Volgens overleveringen begon Jackson vervolgens op de man in te slaan met zijn wandelstok totdat hij tot bedaren werd gebracht. Lawrence werd intussen ook overmeesterd.
Lawrence werd vrijgesproken om reden van waanzin en spendeerde de rest van zijn leven in een psychiatrische inrichting. Jackson was ervan overtuigd dat de aanslag was gepland door zijn politieke tegenstanders in zijn strijd tegen de Nationale Bank (Second Bank of the United States).

## Persoonlijk leven

### Huwelijk en gezin
Nadat Jackson in 1788 naar Nashville was vertrokken, ontmoette hij daar Rachel Donelson. Zij was ongelukkig getrouwd met kapitein Lewis Robards, van wie zij in 1790 scheidde. Vervolgens trad zij in het huwelijk met Jackson. Later bleek echter dat de scheiding tussen Donelson en Robards niet officieel afgehandeld was, waardoor het huwelijk met Jackson ongeldig werd verklaard. Na het definitief voltooien van haar scheiding hertrouwden Jackson en Donelson in 1794. Zij kregen geen biologische kinderen, maar hadden wel drie geadopteerde zonen:
- Andrew Jackson Jr., de zoon van Rachels broer Severn Donelson (geadopteerd in 1809).
- Lyncoya, een weesjongen behorende bij de Creekindianen (geadopteerd in 1813 na de Slag bij Tallushatchee, waarbij hij met zijn dode moeder op het slagveld was gevonden). Lyncoya stierf in 1828, op zestienjarige leeftijd, aan tuberculose.
- Andrew Jackson Hutchings, de kleinzoon van Rachels zus Catherine en de zoon van een voormalige zakenpartner van Jackson (geadopteerd in 1817).

De Jacksons fungeerden hiernaast ook als voogd voor meerdere kinderen, hoewel deze niet allemaal fulltime bij hen woonden:
- John Samuel Donelson, Daniel Smith Donelson en Andrew Jackson Donelson, de drie zonen van Rachels broer Samuel Donelson, die in 1804 gestorven was. Andrew Jackson Donelson diende later als de persoonlijk secretaris van Jackson tijdens zijn presidentschap.
- Caroline Butler, Eliza Butler, Edward Butler en Anthony Butler, de vier kinderen van generaal Edward Butler, een familievriend. Zij werden door de Jacksons opgevangen na de dood van hun vader.

Andrew Jackson werd weduwnaar toen Rachel op 22 december 1828 overleed. Hij had toen juist de presidentsverkiezingen gewonnen en bereidde zich voor op het presidentschap. Ze werd begraven op kerstavond, in de jurk die ze zou dragen bij de inauguratie. Rachel heeft zodoende nooit als first lady van de Verenigde Staten gefungeerd. Deze rol werd op Jacksons verzoek ingevuld door Emily Donelson, de dochter van Rachels broer John Donelson en echtgenote van haar eigen neef Andrew Jackson Donelson, die optrad als persoonlijk secretaris van de president. Nadat in 1834 ook Andrew Jackson Jr. naar het Witte Huis kwam, werd diens vrouw Sarah Yorke Jackson eveneens als gastvrouw aangewezen. Het was de enige keer in de geschiedenis dat twee vrouwen tegelijk fungeerden als (onofficiële) First Lady. Nadat Emily in 1836 overleed aan tuberculose nam Sarah alle taken op zich.

### The Hermitage
Met uitzondering van de jaren in Washington D.C. woonde Jackson met zijn gezin voornamelijk op zijn landgoed The Hermitage, nabij Nashville, dat hij in 1804 had gekocht. Het was een plantage van 1000 hectare groot waarop vooral katoen geteeld werd. De zware arbeid werd verricht door Afro-Amerikaanse slaven, waaronder ook vrouwen en kinderen. Hoe meer winst er gemaakt werd, hoe rijker Jackson werd en hiermee het aantal slaven kon uitbreiden. Bij aankoop van de plantage bezat Jackson negen slaven, 25 jaar later waren dit er honderd. Ten tijde van zijn overlijden in 1845 had Jackson ongeveer 150 slaven die op het terrein van The Hermitage woonden en werkten.

### Temperament
Jacksons korte lontje was berucht. Zijn moeilijke jeugd wordt vaak als belangrijkste reden hiervoor gegeven. Al op jonge leeftijd ontwikkelde Jackson op deze manier een verdedigingstechniek, die hij de rest van zijn leven zou blijven gebruiken. Op de laatste dag van zijn presidentschap zei hij spijt te hebben van twee dingen: dat hij niet in staat was om Henry Clay neer te schieten, en dat hij John C. Calhoun niet had opgehangen. Tijdens zijn tijd in het leger liet hij tevens een aantal van zijn manschappen doden voor verraad. Tijdens zijn verkiezingscampagne werd dit veelvuldig tegen hem gebruikt en werd hij afgeschilderd als een moordenaar.
De controverse rondom zijn huwelijk met Rachel zat hem dwars. Toen Charles Dickinson in een artikel in de lokale krant Jackson aanviel, daagde Jackson hem uit voor een duel. Duelleren was illegaal in Tennessee en dus ontmoetten de twee mannen elkaar in Kentucky. Jacksons strategie was om Dickinson eerst te laten schieten. Dit gebeurde ook, Jackson werd geraakt in zijn borstkast. Vervolgens nam Jackson zijn tijd en trof Dickinson wel dodelijk in zijn borst. Jackson overleefde het duel, Dickinson bloedde dood. De kogel kon niet verwijderd worden omdat deze te dicht bij het hart zat. De rest van zijn leven bleef hij ermee rondlopen. In Tennessee waren de mensen ziedend, zijn lokale reputatie was vernietigd.

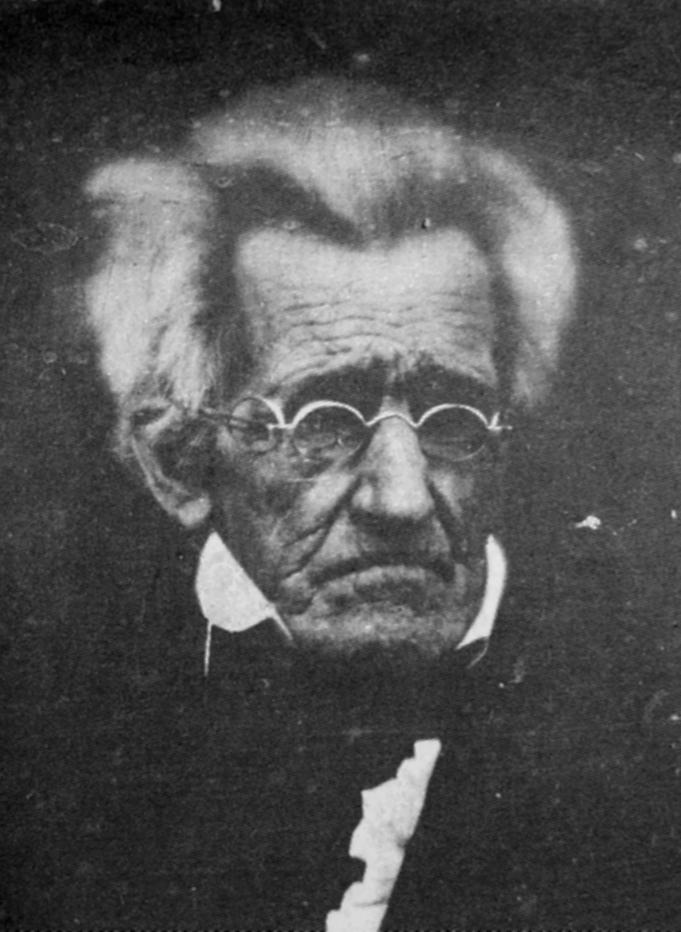
Jackson op 78-jarige leeftijd op een 19e-eeuwse foto ~1845, de eerste foto van een (voormalige) president van de VS.

## Overlijden
Andrew Jackson stierf op 8 juni 1845, op 78-jarige leeftijd, aan een combinatie van chronische tuberculose, hartfalen en longoedeem. Hij werd begraven op het terrein van zijn plantage The Hermitage, naast zijn vrouw Rachel.

## Eerbetuigingen
In de Verenigde Staten zijn veel plaatsen naar Andrew Jackson vernoemd, waaronder grote steden als Jacksonville (Florida) en Jackson (de hoofdstad van de staat Mississippi). Ook diverse county's dragen zijn naam.
Sinds 1869 komt Jacksons portret voor op de Amerikaanse bankbiljetten. Sinds 1928 is hij te zien op het biljet van 20 dollar.

## Kabinetsleden onder Jackson
| Kabinetsleden     | Ministerie         | Periode     | Bijzonderheden         |
| ----------------- | ------------------ | ----------- | ---------------------- |
| Martin Van Buren  | Buitenlandse Zaken | 1829 - 1831 | 8e president van de VS |
| John Eatron       | Oorlog             | 1829 - 1831 |                        |
| Samual Ingham     | Financiën          | 1829 - 1831 |                        |
| John Berrien      | Justitie           | 1829 - 1831 |                        |
| John Branch       | Marine             | 1829 - 1831 |                        |
| William Barry     | Posterijen         | 1829 - 1831 |                        |
| Edward Livingston | Buitenlandse Zaken | 1831 - 1833 |                        |
| Lewis Cass        | Oorlog             | 1831 - 1836 |                        |
| Louis McLane      | Financiën          | 1831 - 1833 |                        |
|                   | Buitenlandse Zaken | 1833 - 1834 |                        |
| Roger Taney       | Justitie           | 1831 - 1833 |                        |
|                   | Financiën          | 1833 - 1834 |                        |
| Levi Woodbury     | Marine             | 1831 - 1834 |                        |
|                   | Posterijen         | 1831 - 1834 |                        |
|                   | Financiën          | 1834 - 1837 | Idem onder Van Buren   |
| Benjamin Butler   | Justitie           | 1833 - 1837 | Idem onder Van Buren   |
| John Forsyth      | Buitenlandse Zaken | 1834 - 1837 | Idem onder Van Buren   |
| Mahlon Dickerson  | Marine             | 1834 - 1837 | Idem onder Van Buren   |
|                   | Posterijen         | 1834 - 1837 |                        |

Washington ·
J. Adams ·
Jefferson ·
Madison ·
Monroe ·
J.Q. Adams ·
Jackson ·
Van Buren ·
W.H. Harrison ·
Tyler ·
Polk ·
Taylor ·
Fillmore ·
Pierce ·
Buchanan ·
Lincoln ·
A. Johnson ·
Grant ·
Hayes ·
Garfield ·
Arthur ·
Cleveland ·
B. Harrison ·
Cleveland ·
McKinley ·
T. Roosevelt ·
Taft ·
Wilson ·
Harding ·
Coolidge ·
Hoover ·
F.D. Roosevelt ·
Truman ·
Eisenhower ·
Kennedy ·
L.B. Johnson ·
Nixon ·
Ford ·
Carter ·
Reagan ·
G.H.W. Bush ·
Clinton ·
G.W. Bush ·
Obama ·
Trump · 
Biden ·
Trump
- Bibsys: 15016812
- Biblioteca Nacional de Chile: 000507423
- Bibliothèque nationale de France: cb12035654v (data)
- Catàleg d'autoritats de noms i títols de Catalunya: 981058511330706706
- CiNii: DA00860075
- Gemeinsame Normdatei: 118775731
- International Standard Name Identifier: 0000 0001 2103 3774
- Library of Congress Control Number: n79088888
- Nationale Bibliotheek van Letland: 000246363
- MusicBrainz: e3965d2a-67a1-4d7e-970a-6e33cd152dbb
- National Archives and Records Administration: 10581349
- Bibliotheek van het Japanse parlement: 00620870
- Nationale Bibliotheek van Tsjechië: mzk2005306692
- Nationale Bibliotheek van Israël: 987007263259305171
- Nationale Bibliotheek van Polen: a0000001185660
- Nederlandse Thesaurus van Auteursnamen: 068793669
- Istituto Centrale per il Catalogo Unico: MILV079276
- LIBRIS: 191340
- SNAC: w6f29rp1
- Système universitaire de documentation: 027527948
- Trove: 877476
- Union List of Artist Names: 500490081
- Biographical Directory of the United States Congress: J000005
- Virtual International Authority File: 100194661
- WorldCat: E39PBJd3QCrxJWVRcV4rBwCxXd